# Homalophis gyii
Homalophis gyii är en ormart som beskrevs av Murphy, Voris och Auliya 2005. Homalophis gyii ingår i släktet Homalophis och familjen Homalopsidae. Inga underarter finns listade i Catalogue of Life.
Denna orm förekommer endemisk på sydvästra Borneo. Fram till 2009 var endast tre exemplar kända. De hittades i träskmarker och nära floder. Det är inget känt om möjliga hot mot beståndet. IUCN kategoriserar arten globalt som otillräckligt studerad.